# فرودگاه الکساندارا
فرودگاه الکساندارا (به انگلیسی: Alexandra Aerodrome) یک فرودگاه همگانی با کد یاتا ALR است که یک باند فرود چمن دارد و طول باند آن ۶۵۲ متر است. این فرودگاه در کشور نیوزلند قرار دارد و در ارتفاع ۲۲۹ متری از سطح دریا واقع شده‌است.